# Paroisse Notre-Dame-de-la-Plaine
La paroisse Notre-Dame-de-la-Plaine est l’une des 59 paroisses du diocèse de Luçon, dans le département de la Vendée.
Le chef-lieu paroissial se situe à Luçon.

## Hagiotoponymie
La paroisse tire son nom de la cathédrale Notre-Dame-de-l’Assomption de Luçon et de la Plaine vendéenne.

## Territoire
La paroisse Notre-Dame-de-la-Plaine regroupe les communes de Chasnais, de Lairoux, de Luçon, des Magnils-Reigniers et de Sainte-Gemme-la-Plaine.

## Organisation

### Siège
Le siège de la paroisse est fixé au 16, place du Général-Leclerc, à Luçon.

### Lieux de culte et presbytères
| Commune                | Édifice                                                   |
| ---------------------- | --------------------------------------------------------- |
| Chasnais               | Église Saint-Pierre                                       |
| Lairoux                | Église Saint-Pierre                                       |
| Luçon                  | Cathédrale Notre-Dame-de-l’Assomption Presbytère de Luçon |
| Les Magnils-Reigniers  | Église Saint-Nicolas                                      |
| Sainte-Gemme-la-Plaine | Église Sainte-Gemme                                       |

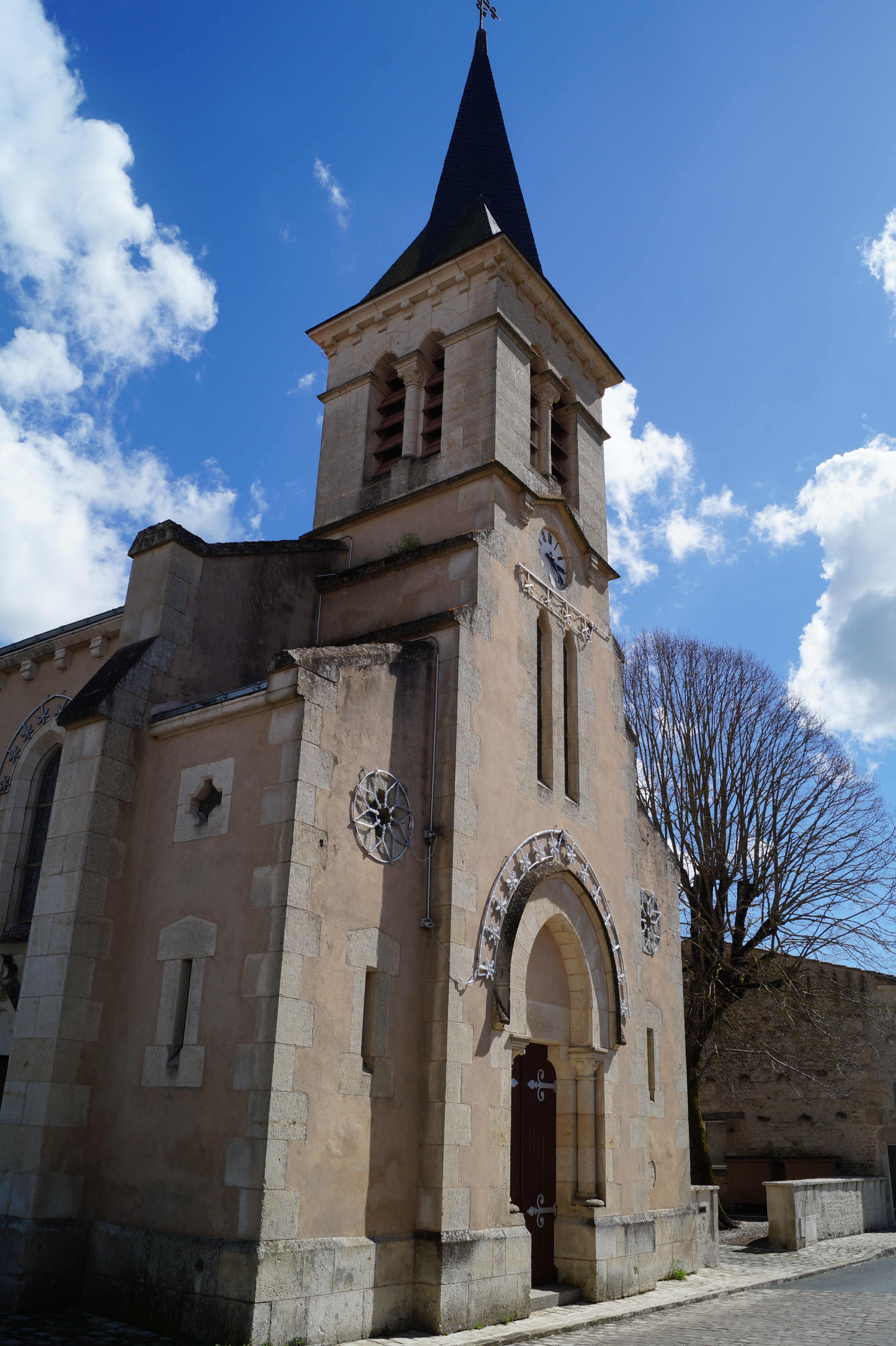
Église de Chasnais.
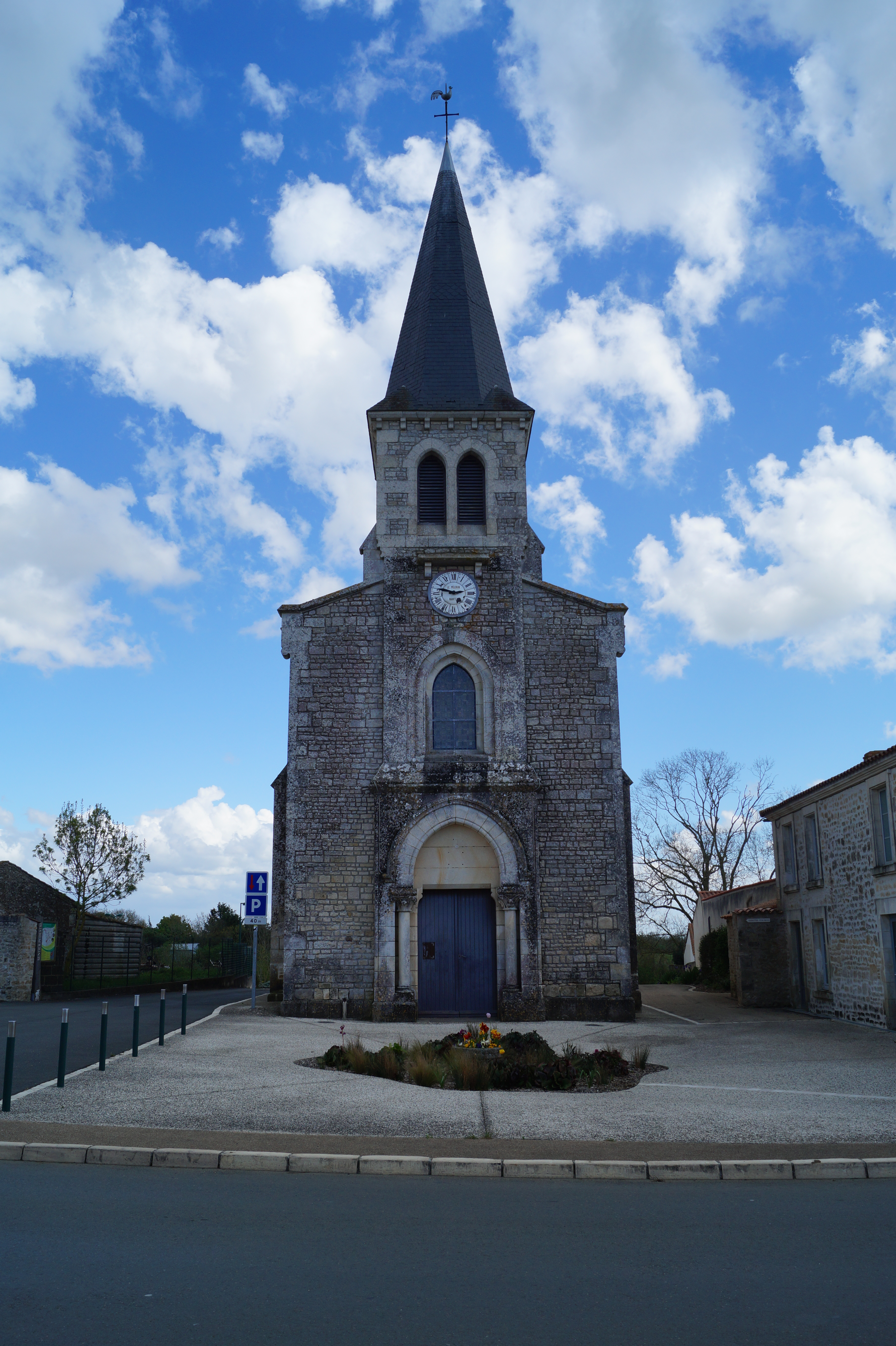
Église de Lairoux.
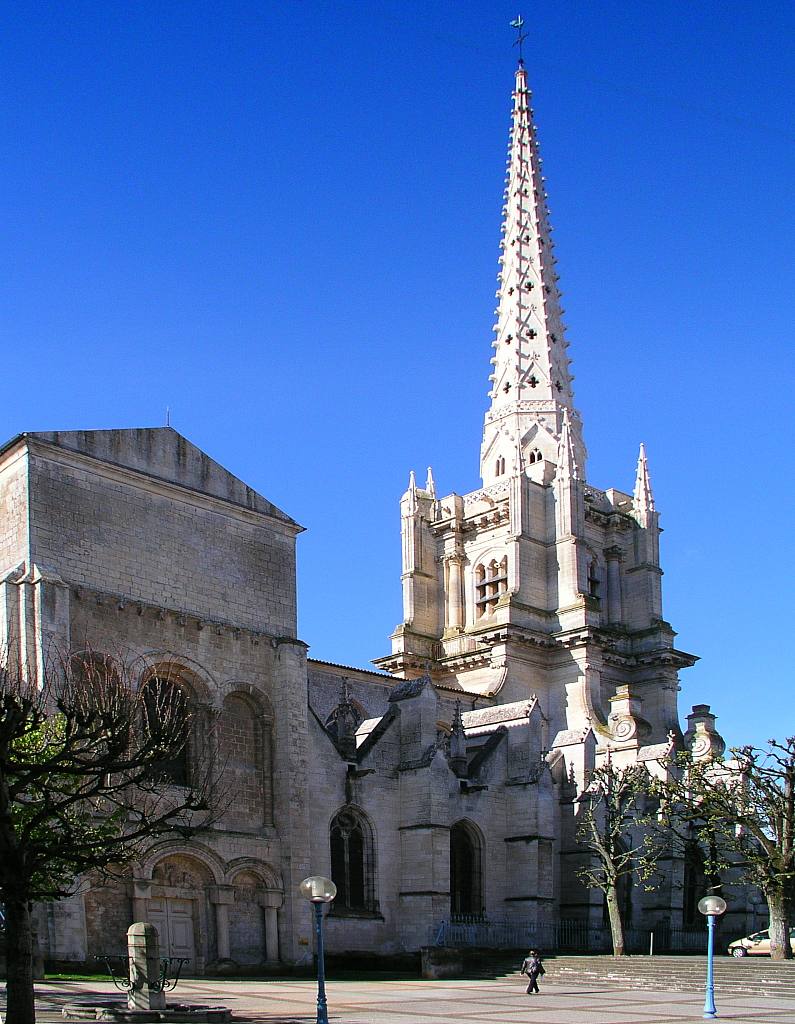
Cathédrale de Luçon.
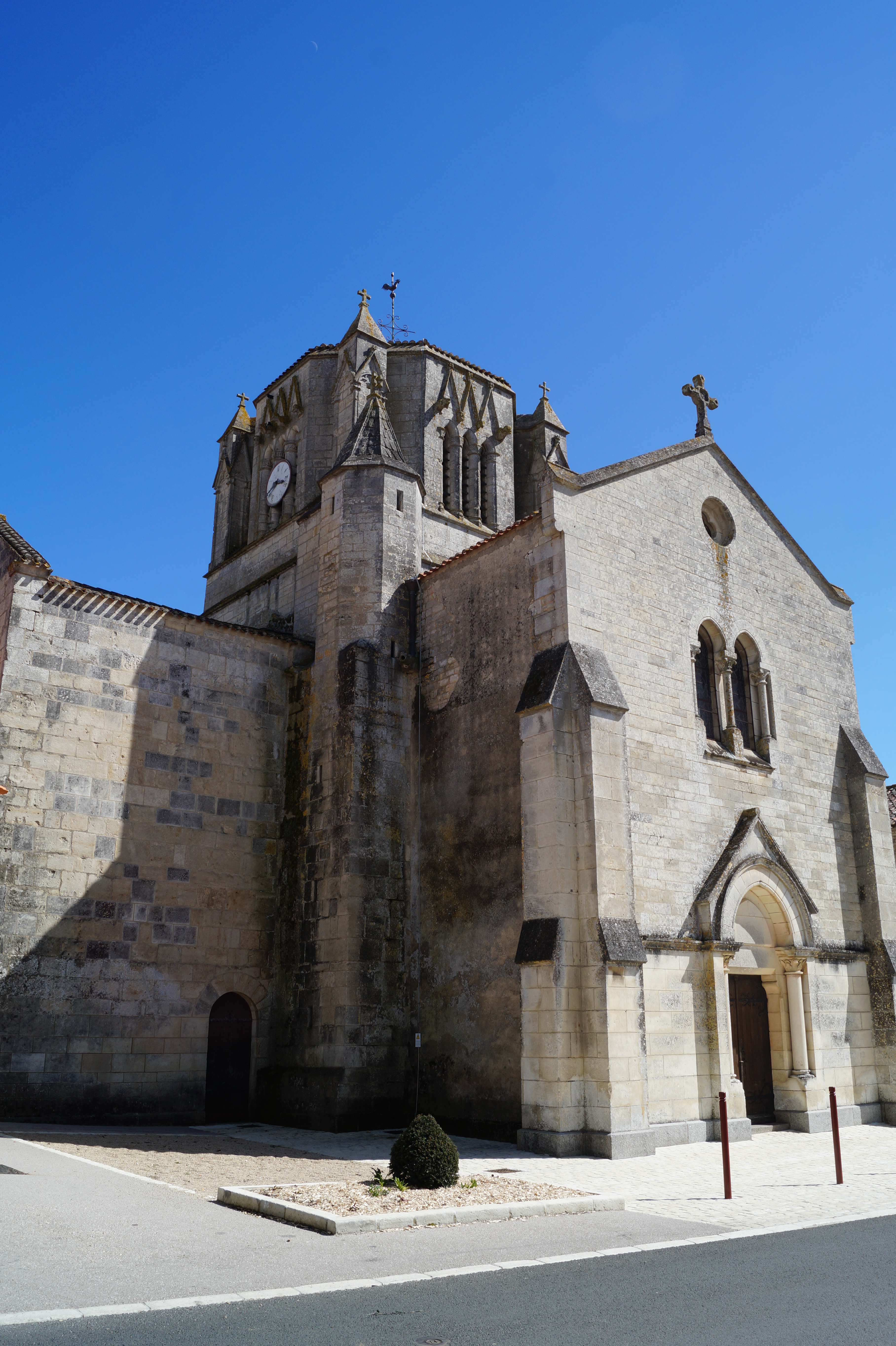
Église des Magnils-Reigniers.

### Liste des curés
- Olivier Bléneau (2009-2012)
- Carl Bassompierre (depuis le 9 septembre 2012)[2]
- Loïc Bellais depuis Juin 2016